# José de Funes de Villalpando
José de Funes de Villalpando o bien José de Funes de Villalpando y Clemente nacido como José Antonio Francisco Ignacio Funes de Villalpando y Clemente Enríquez de Lacarra (Velilla de Ebro, c. 20 de abril de 1623 - Orán, 18 de marzo de 1687) fue un noble, político y militar español, que ocupó distintos puestos de responsabilidad durante el reinado de Felipe IV y, sobre todo, de Carlos II. Fue el III marqués de Osera.

## Biografía
José de Funes de Villalpando había nacido en Velilla de Ebro, entre los meses de enero y el 20 de abril de 1623, siendo el segundogénito de Juan Antonio de Funes de Villalpando, que fue el primer marqués de Osera por título concedido por Felipe IV, y de su primera esposa María Clemente y Enríquez de Lacarra.
José sucedió en los títulos nobiliarios a su hermano mayor, Francisco Jacinto, fallecido sin descendencia. Fue, por tanto, tercer marqués de Osera, señor de la Baronía de Quinto y de la de Figueruelas. Residió en Madrid, donde se casó el 18 de julio de 1669 en la iglesia de Santiago con Leonor de Monroy y Aragón, viuda de Diego Gómez de Sandoval y Rojas, v duque de Lerma, y tuvieron una hija, María Regalado de Funes de Villalpando y Monroy, que le sucedería como marquesa de Osera.
Formado en las armas y en la política, José de Funes de Villalpando alcanzó el rango de general y ocupó destacados puestos políticos y militares al servicio de la Corona española en toda Europa. Fue asignado como gobernador de Guipúzcoa, además de ministro del Consejo de Hacienda y del Consejo Supremo de Aragón, donde también sería consejero de capa y espada, nombrado en 1678 por Carlos II en sustitución de José de Gurrea.
Ocupó el puesto de alcaide en Amberes y Brujas, general en Flandes y gobernador de Orán. En el ámbito político, fue también gobernador en Gante y virrey de Cerdeña. La última referencia a su actividad, señala su presencia en las Cortes aragonesas de 1684. Como consejero de capa y espada en el Consejo Supremo aragonés, le sustituyó a su muerte Francisco de Palafox y Cardona.